# Демаши, Пьер-Антуан
Пьер-Антуан Демаши (фр. Pierre-Antoine Demachy; 17 сентября 1723, Париж — 10 сентября 1807[…], Париж) — французский художник-пейзажист, мастер архитектурных ведут, «живописец руин», в том числе в стиле «trompe-l’oeil».

## Биография
Пьер-Антуан Демаши родился 17 сентября 1723 года в городе Париже. Его отец, Антуан Демаши, был помощником плотника. В 1754 году Пьер-Антуан стал учеником итальянского архитектора и театрального декоратора Дж. Н. Сервандони, а в следующем году получил «квалификацию живописца руин» (spécialité des peintures de ruines) в Королевской Академии живописи и скульптуры. Демаши выставлял свои картины в парижском Салоне с 1757 по 1802 год.
В 1764 году его картины «trompe-l'œil» для фасада новой церкви Сент-Женевьев (ныне Пантеон) позволили ему стать королевским мастером архитектурных декораций и увеселений (Menus-Plaisirs du Roi). Четыре года спустя, в 1768 году, российская императрица Екатерина II через бывшего посла в Париже князя Д. М. Голицына, заказала художнику несколько картин с изображением архитектурных руин.
С 1769 года Демаши обучал студентов живописи в Луврском дворце, где в то время размещались мастерские художников. С 1784 года Демаши проживал на первом этаже Лувра. В следующем году он получил должность профессора перспективы в Академии, оказавшейся вакантной после смерти в 1785 году Ж.-С. Леклерка. Он занимал этот пост с некоторыми перерывами до своей смерти в 1807 году; среди его учеников был, в частности, Яков Фарафонтьев.
Очевидно, он пережил революцию без серьёзных последствий. В 1793 и 1794 годах был назначен депутатом «Генеральной коммуны искусств» (Commune Générale des Arts), которая временно заменила Королевскую Академию. Он покорно создал картину, изображающую «Сожжение феодальных титулов и атрибутов тирании».
Его жена Луиза Квест скончалась в 1799 году. Его сын, Жиль-Пьер Демаши, также живописец, умер в Лувре в доме своего отца в 1801 году. Пьер-Антуан Демаши скончался там же 10 сентября 1807 года. Потомки художника: банкир Шарль-Адольф Демаши (1818—1888), фотограф Робер Демаши (1859—1936).

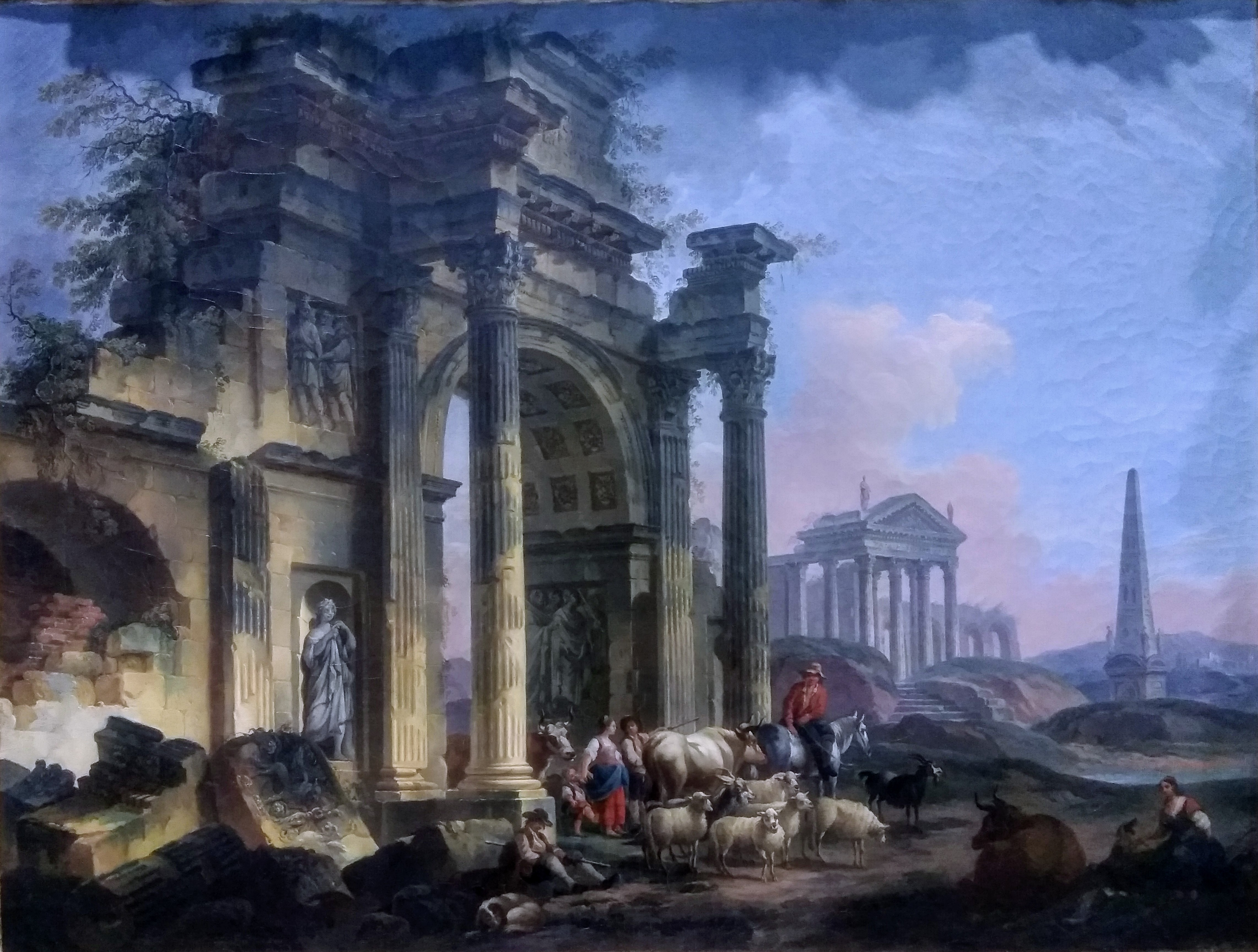
Триумфальная арка. 1779
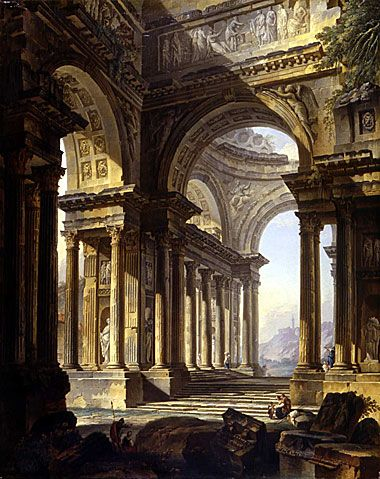
Разрушенный храм. 1770-е гг.
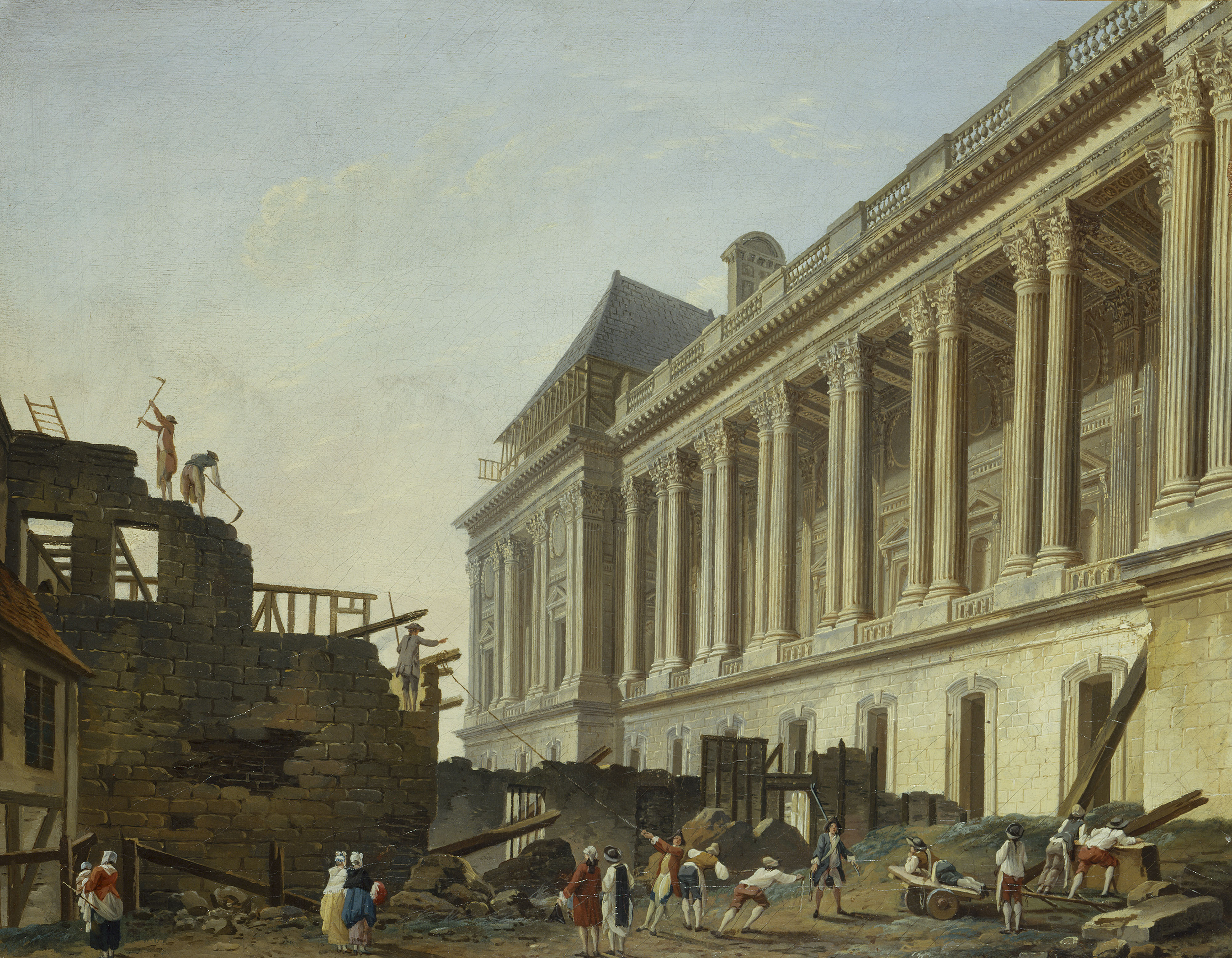
Колоннада Лувра. 1764
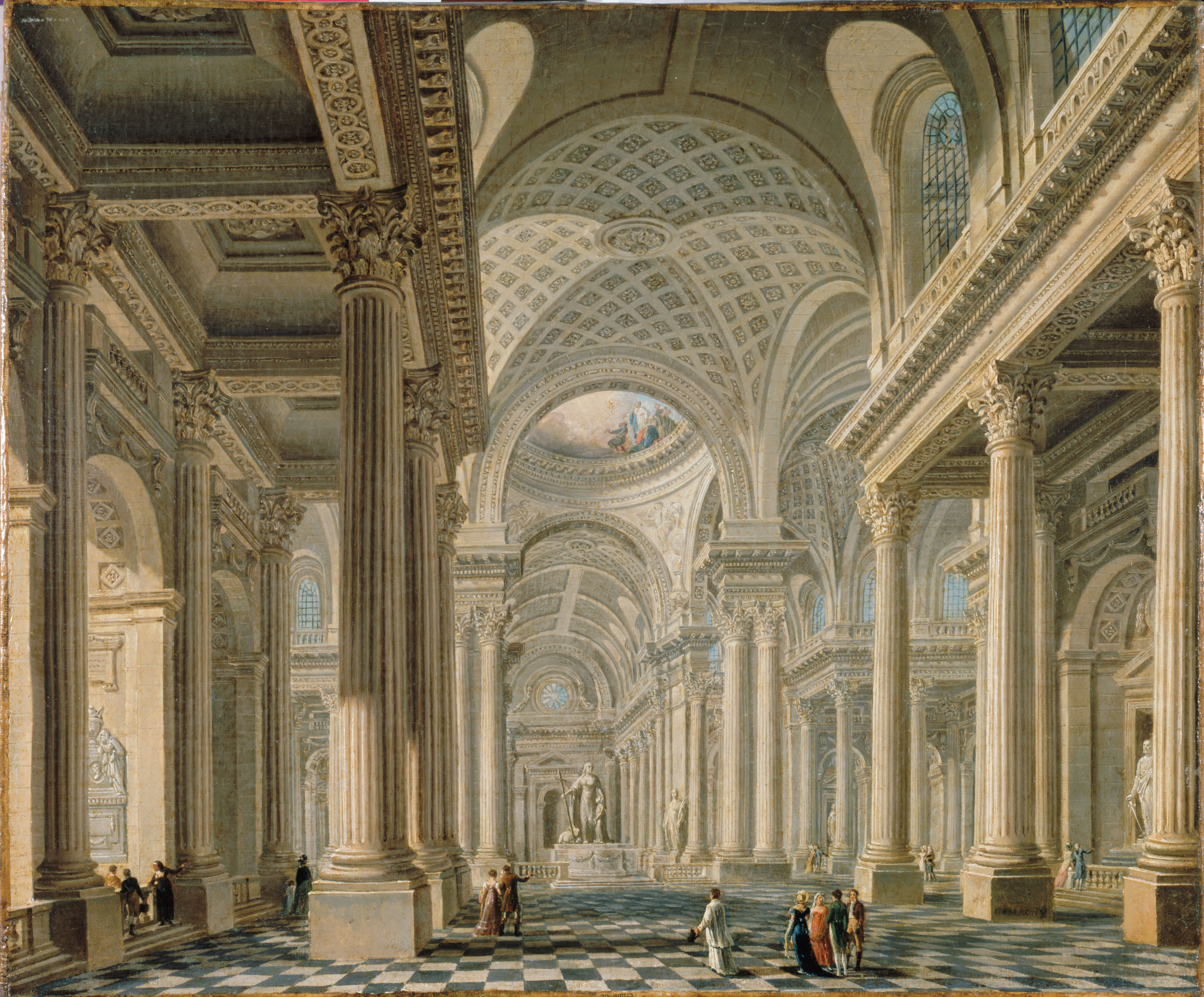
Интерьер церкви Мадлен по проекту П. Контан де Иври. Ок. 1763
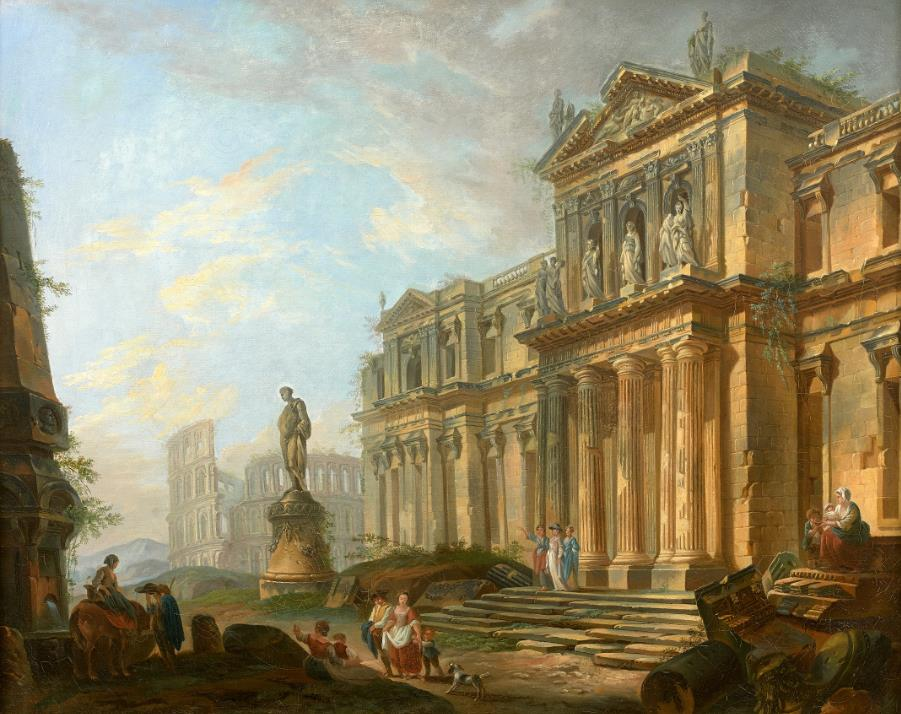
Руины старинного замка Кланьи. 1773
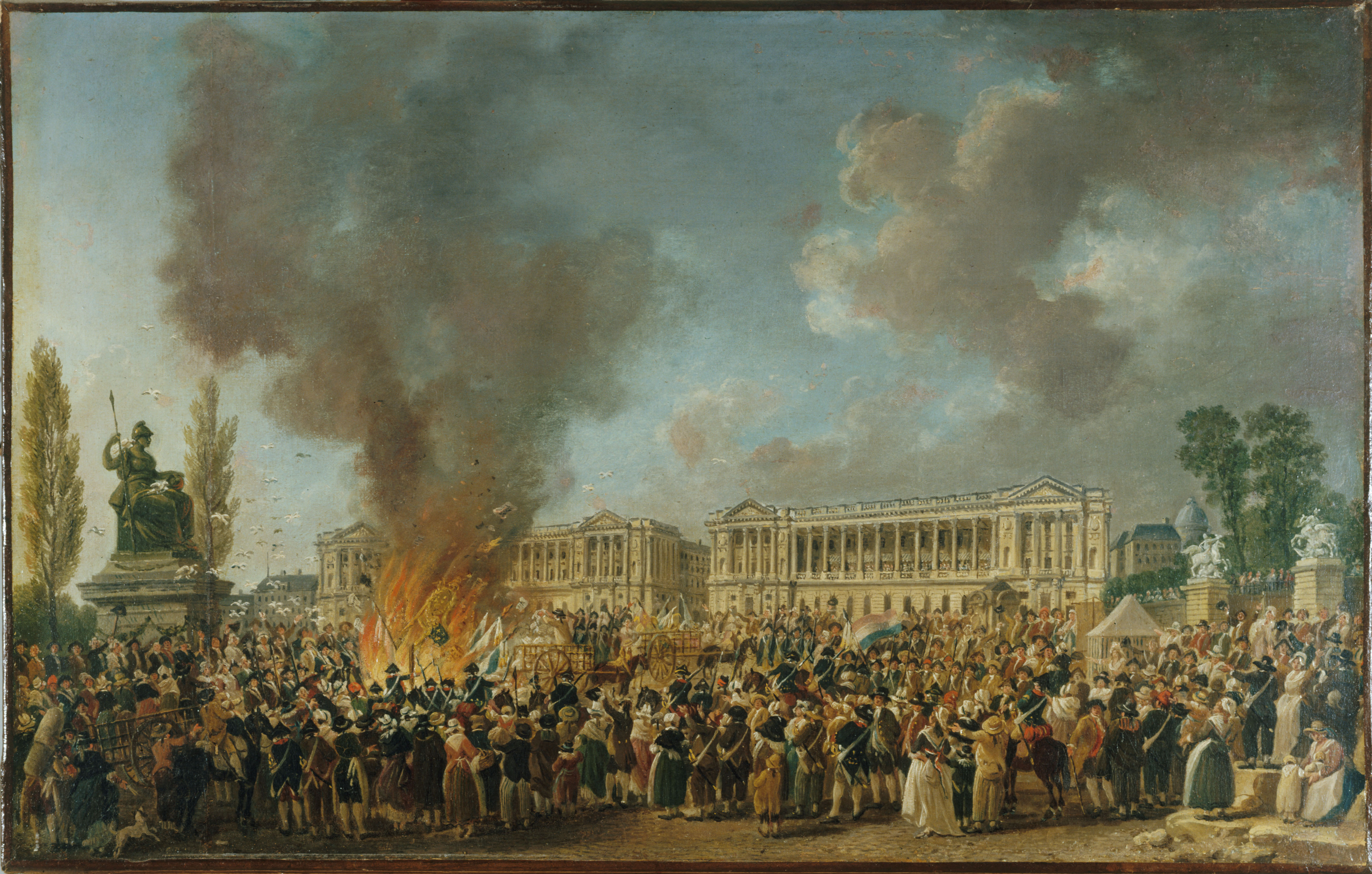
Праздник Единства на Площади революции (Сожжение феодальных титулов и атрибутов тирании). Ок. 1793